# Seven de Escocia 2010
El Seven de Escocia de 2010 fue la cuarta edición del torneo escocés de rugby 7, fue el octavo y último torneo de la temporada 2009-10 de la Serie Mundial Masculina de Rugby 7.
Se disputó en la instalaciones del Murrayfield Stadium de Edimburgo.

## Fase de grupos

### Grupo A
| Equipo    | Encuentros | Encuentros | Encuentros | Encuentros | Tantos  | Tantos    | Tantos     | Puntos |
| Equipo    | jugados    | ganados    | empatados  | perdidos   | a favor | en contra | diferencia | Puntos |
| --------- | ---------- | ---------- | ---------- | ---------- | ------- | --------- | ---------- | ------ |
| Samoa     | 3          | 2          | 0          | 1          | 90      | 62        | 28         | 7      |
| Argentina | 3          | 2          | 0          | 1          | 62      | 38        | 24         | 7      |
| Francia   | 3          | 2          | 0          | 1          | 68      | 48        | 20         | 7      |
| Kenia     | 3          | 0          | 0          | 3          | 24      | 96        | −72        | 3      |

Nota: Se otorgan 3 puntos al equipo que gane un partido, 2 al que empate y 1 al que pierda

### Grupo B
| Equipo        | Encuentros | Encuentros | Encuentros | Encuentros | Tantos  | Tantos    | Tantos     | Puntos |
| Equipo        | jugados    | ganados    | empatados  | perdidos   | a favor | en contra | diferencia | Puntos |
| ------------- | ---------- | ---------- | ---------- | ---------- | ------- | --------- | ---------- | ------ |
| Nueva Zelanda | 3          | 3          | 0          | 0          | 133     | 17        | 116        | 9      |
| Sudáfrica     | 3          | 2          | 0          | 1          | 85      | 36        | 49         | 7      |
| Rusia         | 3          | 1          | 0          | 2          | 31      | 88        | −57        | 5      |
| Italia        | 3          | 0          | 0          | 3          | 17      | 125       | −108       | 3      |

### Grupo C
| Equipo     | Encuentros | Encuentros | Encuentros | Encuentros | Tantos  | Tantos    | Tantos     | Puntos |
| Equipo     | jugados    | ganados    | empatados  | perdidos   | a favor | en contra | diferencia | Puntos |
| ---------- | ---------- | ---------- | ---------- | ---------- | ------- | --------- | ---------- | ------ |
| Australia  | 3          | 2          | 1          | 0          | 70      | 42        | 28         | 8      |
| Inglaterra | 3          | 1          | 1          | 1          | 57      | 52        | 5          | 6      |
| Portugal   | 3          | 1          | 0          | 2          | 50      | 66        | −16        | 5      |
| Canadá     | 3          | 1          | 0          | 2          | 40      | 57        | −17        | 5      |

### Grupo D
| Equipo         | Encuentros | Encuentros | Encuentros | Encuentros | Tantos  | Tantos    | Tantos     | Puntos |
| Equipo         | jugados    | ganados    | empatados  | perdidos   | a favor | en contra | diferencia | Puntos |
| -------------- | ---------- | ---------- | ---------- | ---------- | ------- | --------- | ---------- | ------ |
| Escocia        | 3          | 3          | 0          | 0          | 97      | 47        | 50         | 9      |
| Fiyi           | 3          | 2          | 0          | 1          | 64      | 50        | 14         | 7      |
| Gales          | 3          | 1          | 0          | 2          | 47      | 69        | −22        | 5      |
| Estados Unidos | 3          | 0          | 0          | 3          | 34      | 76        | −42        | 3      |

## Fase Final

### Cuartos de final
| 30 de mayo | Samoa | 19 - 0 | Sudáfrica |  |  |

| 30 de mayo | Escocia | 7 - 19 | Inglaterra |  |  |

| 30 de mayo | Australia | 15 - 7 | Fiyi |  |  |

| 30 de mayo | Nueva Zelanda | 26 - 0 | Argentina |  |  |

### Semifinal
| 30 de mayo | Samoa | 15 - 12 | Inglaterra |  |  |

| 30 de mayo | Australia | 24 - 19 | Nueva Zelanda |  |  |

### Final
| 30 de mayo | Samoa | 41 - 14 | Australia |  |  |

| Bandera de Samoa       |
| Campeón Samoa          |
| 4º título del circuito |